# Cornelia Klier
Cornelia Klier   (Dorfilm, 19 de març de 1957), nascuda Bügel, és una remadora alemanya, ja retirada, que va competir sota bandera de la República Democràtica Alemanya durant la dècada de 1970.
El 1980 va prendre part en els Jocs Olímpics d'Estiu de Moscou on, formant parella amb Ute Steindorf, guanyà la medalla d'or en la prova del dos sense timoner del programa de rem. En el seu palmarès també destaquen tres medalla d'or al Campionat del món de rem.